# 九龍巴士89B線
九龍巴士89B線是香港一條來往沙田圍及牛頭角的巴士路線，提供沙田河畔花園、沙角邨、博康邨、乙明邨、秦石邨、新翠邨、紅梅谷來往黃大仙、新蒲崗、彩虹邨及啟業邨的巴士服務。

## 歷史
於二十世紀八十年代，黃大仙下邨及橫頭磡邨陸續重建，馬仔坑及鑽石山寮屋區亦相繼清拆，大多數居民遷居到當時入伙的乙明邨、沙角邨、博康邨、新翠邨及隆亨邨，亦有部分居民遷入城門河以東的私人樓宇，而城河東及紅梅谷新居民多於黃大仙區上學，亦有些是原於新蒲崗或觀塘工作，因此往來沙田城河東、紅梅谷及黃大仙的需求大增，導致89A線繁忙時間往九龍方向，在紅梅谷經常頂閘而飛站，因此該路線於平日早上加開非官方的特別班次，由博康單向往彩虹，後來促成此路線誕生。
- 1984年8月5日：為配合來往城門河以東、紅梅谷及黃大仙的需求，本線開辦，來往博康邨及觀塘（雅麗道）巴士總站，取代89A非官方早上特別班次（博康單程往彩虹）。[2]
- 1985年2月10日：沙田區總站遷往沙田圍，來回程改繞經彩虹道。[3]
- 1995年9月1日：九巴增派空調巴士行走。
- 2002年7月31日：觀塘區總站延伸至觀塘（裕民坊）巴士總站，不再途經觀塘市中心巴士站；往沙田圍方向則繼續途經觀塘（雅麗道）巴士總站。
- 2006年5月25日：提升至全線空調服務。
- 2009年8月9日：為配合觀塘市中心重建項目，須遷往觀塘鐵路站巴士總站，以騰出位於觀塘（裕民坊）巴士總站的空間予其他路線使用。前往觀塘鐵路站方向新增物華街巴士站；前往沙田圍方向新增翠屏邨翠柏樓、和樂邨及裕民坊巴士站作補償。
- 2015年6月27日：增設到站時間預報。[4]
- 2022年9月13日：觀塘區總站縮短至牛頭角，並加強與89線往返觀塘之八達通轉乘優惠為免費轉乘。[5]
- 2024年1月6日：往沙田圍方向不再繞經新蒲崗公共交通總站，改經鑽石山（彩虹道）公共運輸交匯處。[6]

## 服務時間及班次
| 沙田圍開             | 沙田圍開    | 沙田圍開     | 牛頭角開             | 牛頭角開    | 牛頭角開     |
| 日期                 | 服務時間    | 班次（分鐘） | 日期                 | 服務時間    | 班次（分鐘） |
| -------------------- | ----------- | ------------ | -------------------- | ----------- | ------------ |
| 星期一至五           | 05:30-06:30 | 30           | 星期一至五           | 05:50-09:50 | 30           |
| 星期一至五           | 06:30-07:20 | 25           | 星期一至五           | 09:50-11:05 | 25           |
| 星期一至五           | 07:20-08:00 | 20           | 星期一至五           | 11:05-16:35 | 30           |
| 星期一至五           | 08:00-09:15 | 25           | 星期一至五           | 16:35-19:05 | 25           |
| 星期一至五           | 09:15-00:15 | 30           | 星期一至五           | 19:05-00:35 | 30           |
| 星期六、日及公眾假期 | 05:30-08:00 | 30           | 星期六、日及公眾假期 | 05:50-09:50 | 30           |
| 星期六、日及公眾假期 | 08:00-09:15 | 25           | 星期六、日及公眾假期 | 09:50-11:05 | 25           |
| 星期六、日及公眾假期 | 09:15-00:15 | 30           | 星期六、日及公眾假期 | 11:05-00:35 | 30           |

## 收費
全程：$7.5
- 過獅子山隧道後往牛頭角：$7.1
- 過獅子山隧道後往沙田圍：$6.4

| - 本線設有12歲以下小童及65歲或以上長者半價優惠。 - 65歲或以上香港居民使用「樂悠咭」，以及12歲以下合資格殘疾兒童使用「殘疾人士身份」個人八達通繳付車資，均可享有每程$2.0或半價（以較低者為準）的票價優惠；12至64歲合資格殘疾人士使用「殘疾人士身份」個人八達通（包括「樂悠咭」），以及60至64歲香港居民使用「樂悠咭」繳付車資，均可享有每程$2.0或全費（以較低者為準）的票價優惠。 - 65歲或以上長者如使用長者或一般個人八達通繳付車資，則只可享有半價優惠；12至64歲合資格殘疾人士如不使用「殘疾人士身份」個人八達通，以及60至64歲人士如不使用「樂悠咭」繳付車資，必須繳付全費。 - 乘客可以現金或八達通於上車時付款，不設找續。 - 每位成人乘客可免費攜帶最多兩名4歲以下而不佔座位的兒童乘客乘車，超額之4歲以下小童必須繳付小童車費乘車。 - 持有「九巴月票」之乘客在車票有效期內，每日可享最多10程任何九龍巴士及龍運巴士路線（包括本路線，以及聯營路線的九龍巴士／龍運巴士提供的班次；惟乘搭機場「A」及「NA」線則可享原價二七折優惠（不會計算每天10次合資格車程））；而B1線則每日可享最多各2程（不會計算每天10次合資格車程）。 - 九龍巴士、城巴、龍運巴士及陽光巴士全職員工及家屬（不包括外判職員）可免費乘搭本路線，惟必須拍職員或職員家屬八達通。 - 乘客亦可透過多元化電子支付系統（e度嘟）繳付車資，包括使用非接觸式VISA卡、JCB卡、萬事達卡、銀聯卡、美國運通、大來國際、Discover Card、Apple Pay、Google Pay、Samsung Pay、AlipayHK「易乘碼」、支付寶、WeChatHK／微信支付「搭車碼」、銀聯雲閃付「乘車碼」及BOC Pay「乘車碼」。乘客使用此付款方式，使用此支付方式的乘客可享有中途下車之分段收費，以及與其他九巴／龍運獨營路線或聯營線九巴／龍運班次之轉乘優惠，惟不適用於與非九巴／龍運路線之轉乘優惠，亦不能享有「公共交通費用補貼計劃」及「長者及合資格殘疾人士公共交通票價優惠計劃」。 |

### 八達通轉乘優惠
乘客登上本線後150分鐘內以同一張八達通卡轉乘以下路線，或從以下路線登車後150分鐘內以同一張八達通卡轉乘本線，次程可獲車資折扣優惠：
| 第一程／第二程路線 | 第二程優惠車資              | 時限    |
| --- | --------------------------- | ------- |
| 72X、74A、80／80A／80P、81C／281B／281X、 85、85A、85B、86、86A、86C、87B、87C／87D／87E、 89、89B、270A／270C、271／271B／271P、281A | 成人：$4.2 小童／長者：$2.1 | 150分鐘 |

注意事項：

- 乘客可於各個可接駁第二程路線的巴士站轉車。
- 轉乘優惠不適用於轉乘同一路線或用"/"劃分的組別之路線。

官方網頁：請按此
89B←→89，兩程總車資$7.2
- 89B往牛頭角 → 89往觀塘
- 89往瀝源 → 89B往沙田圍

89B←→九龍市區路線，次程可獲$4.2折扣優惠
- 89B往牛頭角 → 2F、3M、13M、14B、16M、23M、28B、29M、211或214
- 2F、3M、13M、14B、16M、23M、28B、29M、211或214 → 89B往沙田圍

89B←→14X
- 89B往牛頭角 → 14X往鯉魚門，次程可獲$4.4折扣優惠
- 14X往尖沙咀 → 89B往沙田圍，次程車資全免

89B←→將軍澳／西貢／清水灣路線，次程可獲$4.2折扣優惠
- 89B往牛頭角 → 91、91M/P、92、98、98A、290、290A、290E、290X或296A往將軍澳／西貢／清水灣
- 91、91M/P、92、98、98A、290、290A、290E、290X或296A往九龍 → 89B往沙田圍

## 使用車輛
本線開線時，用車以丹拿珍寶（D）為主。90年代加入三軸巴士行走，用車以利蘭奧林比安11米（S3BL）為主。1995年加入空調巴士行走時，用車以利蘭奧林比安11米（AL）為主。踏入廿一世紀加入低地台服務，用車以丹尼士三叉戟12米（ATR）及富豪超級奧林比安12米（3ASV）為主。2006年改為全空調服務後，非低地台用車改為富豪奧林比安 11米（AV，2015年加入即將退役的3AV236／HE2554）。
2009年間，三輛原屬九龍灣廠的字軌車被調往沙田廠，全線11輛字軌車改由沙田廠派車。
值得一提的是，本線的一輛富豪超級奧林比安用車（3ASV141／JZ6467）為九巴首輛配置歐盟三型引擎的巴士；而一輛富豪奧林比安用車（AV531／HW225）為九巴最後一輛該款巴士。兩車分別於2012年2月20日及6月25日調入本線，其中前者於2015年2月26日調走。
本線在2015年加入富豪B9TL12米（AVBWU）行走，但一度改為富豪超級奧林比安12米（AVW），並在2016年1月初全線低地台及直梯化，惟於翌年一度重新加入一輛富豪超級奧林比安12米（3ASV），令全線直梯化的現象只是曇花一現。
2017年，加入Enviro 500（ATE、ATEU）行走。2018年，全線改派富豪B9TL12米（AVBWU，2019年與85A線交換一輛AVBE）行走。
2020年1月，屯門車廠（U）加入本線派車，用車為一輛高載版富豪B9TL12米（AVBWU301 / SL6620，唯現已調走），取代一輛轄屬沙田廠、同款低載版用車（AVBWU106 / PW3017）。
現時本線使用9輛富豪B9TL 12米（1輛AVBE、8輛AVBWU）及1輛亞歷山大丹尼士Enviro 500 MMC 12米（ATENU）雙層空調巴士，均屬沙田車廠（S）及屯門車廠（U）。
| 車隊編號  | 車牌   |
| --------- | ------ |
| AVBE2     | MP6513 |
| AVBWU11   | PH5490 |
| AVBWU73   | PV4082 |
| AVBWU94   | PV9303 |
| AVBWU104  | PW2832 |
| AVBWU113  | PW8501 |
| AVBWU241  | RG5702 |
| AVBWU246  | RH7192 |
| ATENU1694 | SX5198 |
| AVBWU407  | TJ6090 |

## 行車路線

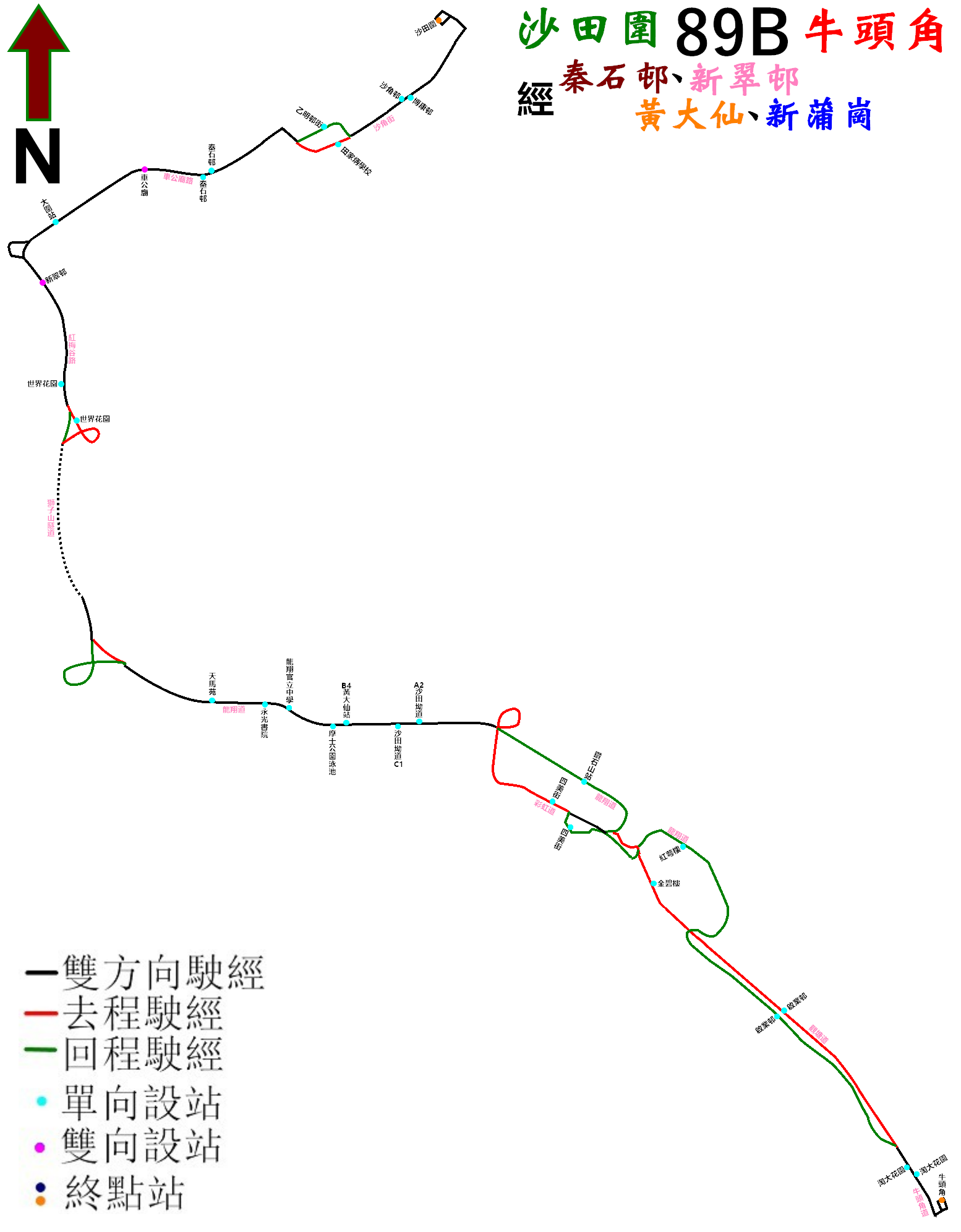
89B線的走線圖

沙田圍開經：崗背街、沙角街、大涌橋路、車公廟路、紅梅谷路、獅子山隧道公路、獅子山隧道、龍翔道、蒲崗村道、彩虹道、太子道東、觀塘道、牛頭角道及振華道。
牛頭角開經：佐敦谷北道、牛頭角道、觀塘道、彩虹交匯處、龍翔道、彩虹道、鑽石山（彩虹道）公共運輸交匯處、彩虹道、龍翔道、獅子山隧道公路、獅子山隧道、紅梅谷路、車公廟路、大涌橋路、沙角街、乙明邨街、沙角街、崗背街及怡成坊。
具體停站請參考資訊框

## 營運狀況
本線服務範圍與80X線大致相同，分別在於該線不經大圍、黃大仙和新蒲崗，並行經大老山隧道，而本線則行經獅子山隧道，走線較其迂迴，惟本線現已不再前往九龍灣以東之地方；2004年馬鞍山鐵路（現屯馬綫）通車後，客量有所流失，班次也分時段縮減；2020年2月14日，屯馬綫一期通車後，乘客可利用鐵路到鑽石山站轉乘觀塘綫來往觀塘區，本線客量再次流失，當中以觀塘道沿線的客量流失情況甚為明顯，有見及此，九巴及運輸署於2022-2023年度巴士路線計劃中，建議本線縮短至牛頭角，並於2022年9月13日實施。 
2022年：最繁忙的一小時載客率為59%。